# Parlament Algierii
Parlament Algierii (البرلمان الجزائري) - główny organ władzy ustawodawczej w Algierii. Składa się z dwóch izb. Izbą niższą jest Narodowe Zgromadzenie Ludowe, w którym zasiada 380 deputowanych wybieranych w wielomandatowych okręgach wyborczych z zastosowaniem ordynacji proporcjonalnej. 144-osobowa Rada Narodu, będącą izbą wyższą, w 1/3 pochodzi z nominacji prezydenckiej. Pozostałe 2/3 wybierają władze wijaletów (prowincji). Każda z nich deleguje do rady dwóch przedstawicieli. 